# Cuba (New York)
Pour les articles homonymes, voir Cuba (homonymie).
Cuba est une ville américaine située dans le comté d'Allegany dans l’État de New York.
En 2020, sa population était de 3 154 habitants.

## Traduction
- (en) Cet article est partiellement ou en totalité issu de l’article de Wikipédia en anglais intitulé « Cuba, New York » (voir la liste des auteurs).